# Eyvor Clewe
Eyvor Viola Clewe-Carlman, född 24 januari 1910 i Arvika, död 7 april 2006 i Högalids församling i Stockholm, var en svensk målare och tecknare.
Hon var dotter till modellsnickaren Olov Clewe och Laura Persson.
Clewe studerade vid Tekniska skolan i Stockholm samt under studieresor bland annat för Lhote i Paris Frankrike, England, Holland samt till de nordiska länderna. Hon har deltagit i samlingsutställningen Dagens värmländska konst i Arvika 1951, Värmlands konstförening på Värmlands museum, Konstakademins teckningsutställning, Svenska konstnärernas förening, Föreningen Svenska Konstnärinnor, Riksdagens konstförening och Konstnärshuset i Stockholm. Separat har hon ställt ut på bland annat KFUM, Konsthallen i Arvika, Kristinehamns konstförening och Galleri Origo.
Hon har tilldelats Rundqvists stipendiefond, Svenska konstnärinnors stipendium, Inez Leanders ateljéstipendium och Svensk-Norska samarbetsfondens stipendium.
Hennes konst består av figursaker, landskap och stadsmotiv i olja, gouache, akvarell och teckningar. För Oscarsteatern i Stockholm har hon utfört teaterkulisser.
och för St. Lars kyrka Hallstahammar har hon utfört en bildkompositioner till en brudkrona i guld, silver och emalj.
Eyvor Clewe är representerad vid Värmlands museum, Statens konstråd, Värmlands läns landsting, Kristinehamns kommuns flickskola, Koppoms skola och Arvika kommuns samling.